# Josef Gulde
Josef Gulde (Sankt Gallen, 1915. szeptember 27. – 1998. december 25.) svájci nemzetközi labdarúgó-játékvezető.

## Pályafutása

### Nemzeti játékvezetés
1944-ben lett az I. Liga játékvezetője. A nemzeti játékvezetéstől 1964-ben vonult vissza.

#### Nemzeti kupamérkőzések
Vezetett kupadöntők száma: 1.

##### Svájci labdarúgókupa
Több alkalommal vezetett elődöntőt (1954/1955, 1955/1956, 1956/1957).
| Időpont           | Helyszín               | Mérkőzés típusa      | Mérkőzés                               | Eredmény | Nézők száma |
| ----------------- | ---------------------- | -------------------- | -------------------------------------- | -------- | ----------- |
| 1958. április 27. | Wankdorf Stadion, Bern | döntő első mérkőzése | BSC Young Boys–Grasshopper Club Zürich | 1 – 1    | 32 000      |

### Nemzetközi játékvezetés
A Svájci labdarúgó-szövetség Játékvezető Bizottsága (JB) terjesztette fel nemzetközi játékvezetőnek, a Nemzetközi Labdarúgó-szövetség (FIFA) 1955-től tartotta nyilván bírói keretében. A FIFA JB központi nyelvei közül a németet beszélte. Több nemzetek közötti válogatott és klubmérkőzést vezetett, vagy működő társának partbíróként segített. Az aktív nemzetközi játékvezetéstől 1962-ben búcsúzott. Válogatott mérkőzéseinek száma: 4.

#### Labdarúgó-világbajnokság
A világbajnoki döntőhöz vezető úton Svájcba az V., az 1954-es labdarúgó-világbajnokságra  a FIFA JB partbíróként alkalmazta. Partbírói mérkőzéseinek száma világbajnokságon:  3.

##### 1954-es labdarúgó-világbajnokság

###### Világbajnoki mérkőzés
| Időpont          | Helyszín                      | Mérkőzés típusa        | Mérkőzés               | Játékvezető        | Eredmény | Nézők száma |
| ---------------- | ----------------------------- | ---------------------- | ---------------------- | ------------------ | -------- | ----------- |
| 1954. június 16. | Hardturm Stadion, Zürich      | selejtező (C. csoport) | Ausztria–Skócia        | Laurent Franken    | 1 : 0    | 25 000      |
| 1954. június 19. | Hardturm Stadion, Zürich      | selejtező (C. csoport) | Ausztria–Csehszlovákia | Vasa Stefanović    | 5 : 0    | 26 000      |
| 1954. június 19. | St. Jakob-Park Stadion, Bázel | selejtező (C. csoport) | Uruguay–Skócia         | Vincenzo Orlandini | 7 : 0    | 34 000      |